# Proto-prog
Genres dérivés
Rock progressif
Le proto-prog désigne un style de rock, apparu au début des années 1960, qui donna naissance en 1969 au rock progressif.

## Histoire
Issue principalement de la scène psychédélique, ou, plus rarement, de la scène rock, certains artistes[Qui ?] commencent à incorporer dans leurs musiques des influences jazz, classiques ou orientales. Les Beatles, fortement influencé par la musique de The Byrds, vont sortir l'album Abbey Road, considéré comme l'album fondateur du proto-prog et précurseur de tous le mouvement progressif à venir.[réf. nécessaire]
Le style Pop baroque peut aussi  être considéré comme du proto-prog. Apparu dans le début des années 1960, cela donnait déjà une idée de ce que sera le Rock progressif, plus tard.
Les groupes de proto-prog de l'époque étaient tout simplement appelés sous le nom de groupes de rock, le terme rock progressif n'étant pas apparu, l'appellation proto-prog était tout simplement impossible à utiliser. l'appellation apparaîtra dans le milieu des années 1970[réf. nécessaire].